# 安房勝山駅
安房勝山駅（あわかつやまえき）は、千葉県安房郡鋸南町竜島（りゅうしま）にある、東日本旅客鉄道（JR東日本）内房線の駅である。
本項では、当駅舎内にある安房勝山駅郵便局についても記述する。

## 歴史
- 1917年（大正6年）8月1日：鉄道院の駅として開設[2]。
- 1969年（昭和44年）6月21日：貨物取扱廃止[4]。
- 1984年（昭和59年）2月1日：荷物扱い廃止[4]。
- 1987年（昭和62年）4月1日：国鉄分割民営化に伴い、東日本旅客鉄道（JR東日本）の駅となる[2]。
- 1994年（平成6年）9月1日：終日社員配置駅から夜間不在駅となる[5]。
- 2009年（平成21年）3月14日：ICカード「Suica」の利用が可能となる[6]。東京近郊区間に組込まれる[6]。
- 2014年（平成26年）3月15日：駅舎側の番線が撤去される。従来、1・2番線共両方向からの進入が可能であった。
- 2017年（平成29年）3月8日：みどりの窓口の営業を終了。
- 2020年（令和2年）4月1日：終日無人化[7]。
- 2024年（令和6年）7月16日：当駅敷地内に安房勝山駅郵便局（日本郵便）を設置し、同局に駅の窓口業務を委託（後述）[1][3][8]。

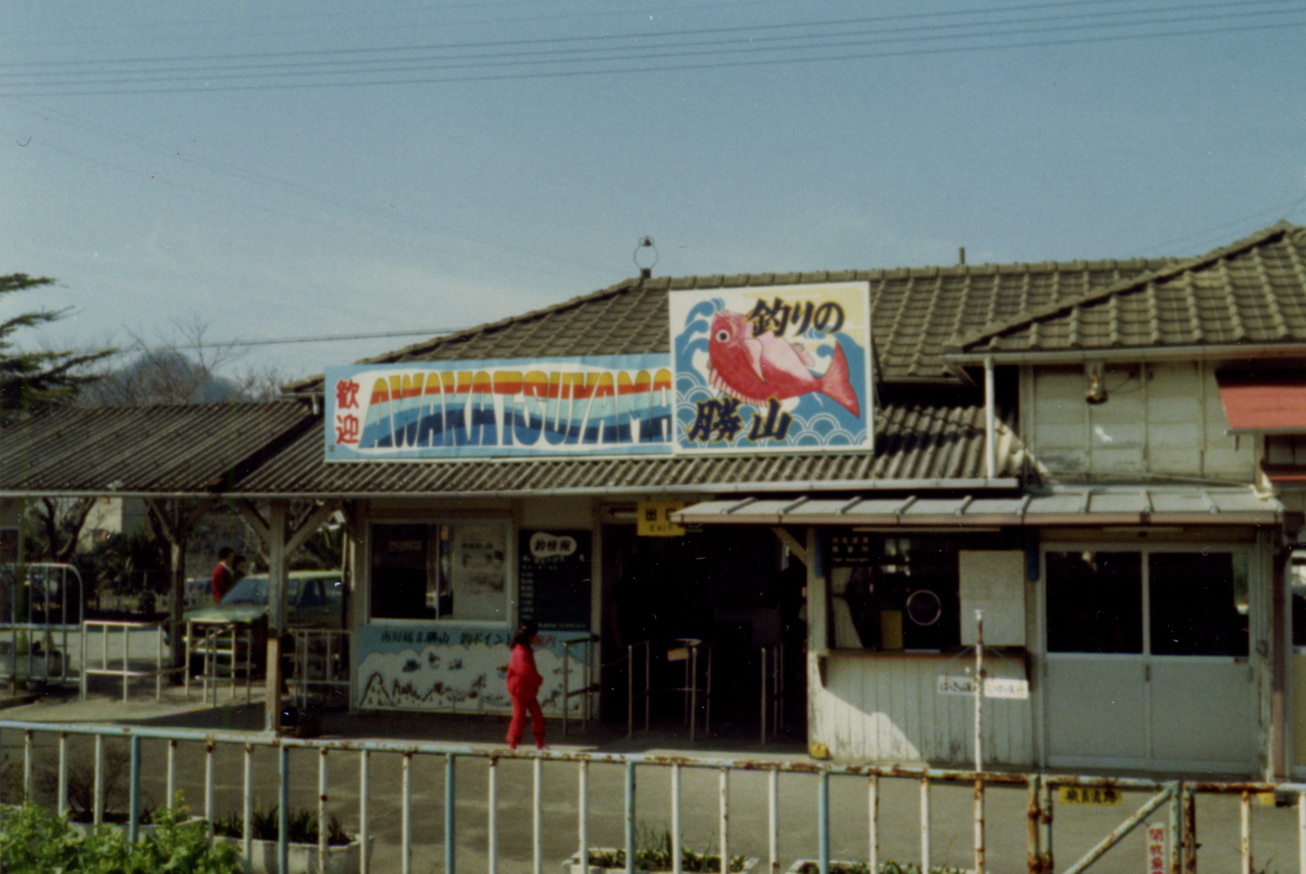
国鉄時代の安房勝山駅（1983年3月）
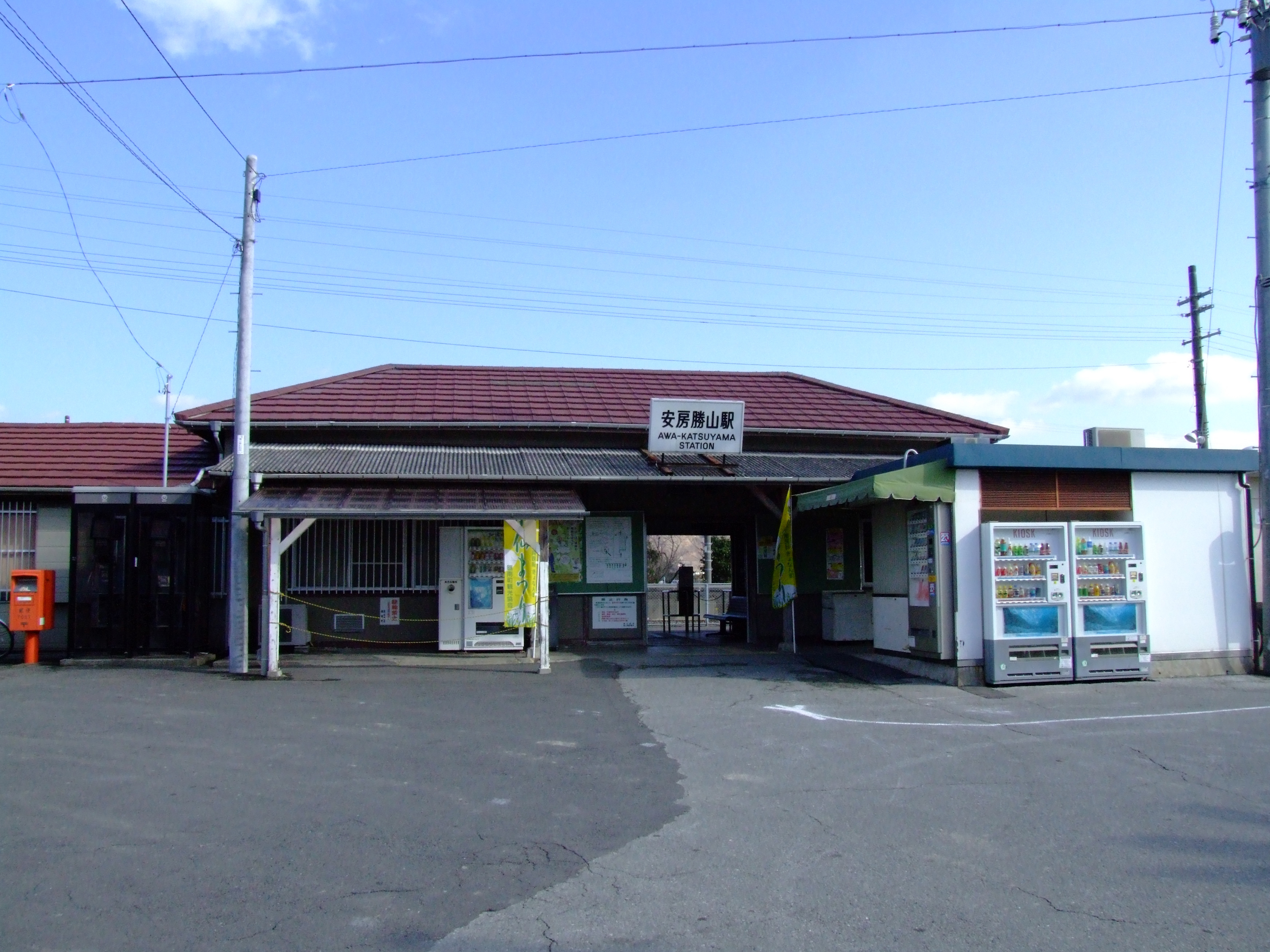
改装前の駅舎（2006年1月）
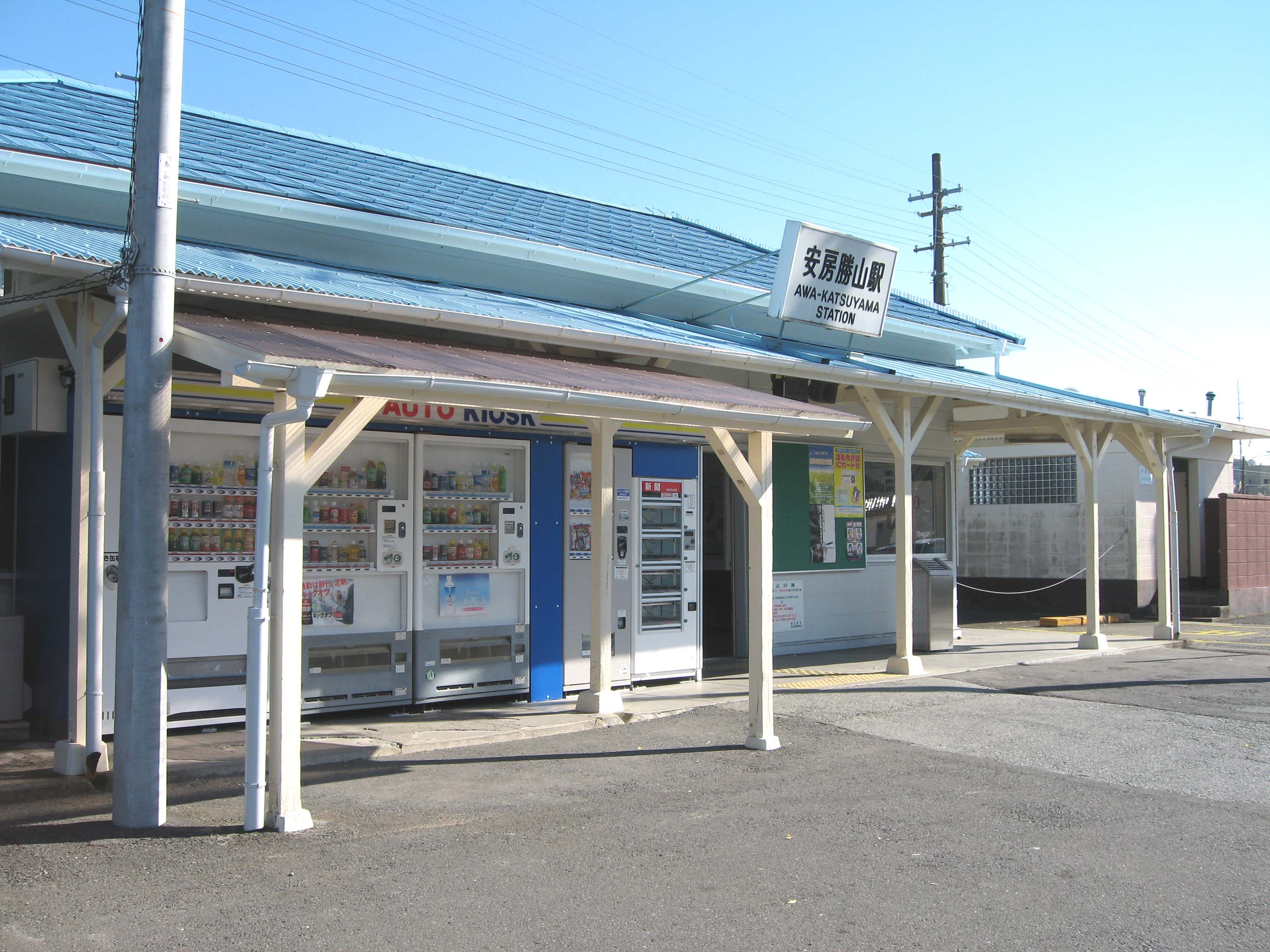
駅名看板変更前の改装後駅舎（2007年11月）
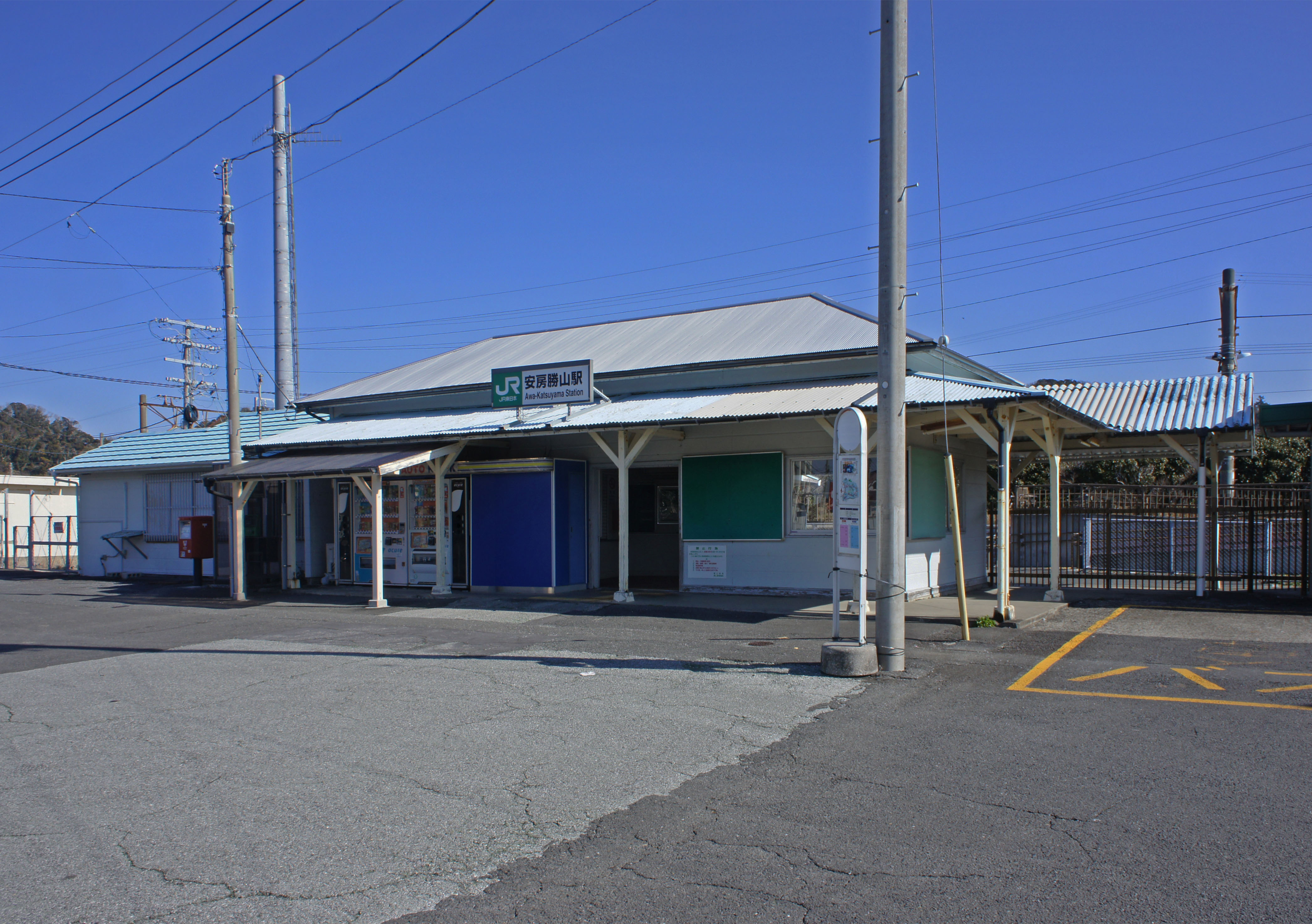
駅名看板変更後の改装後駅舎（2022年2月）
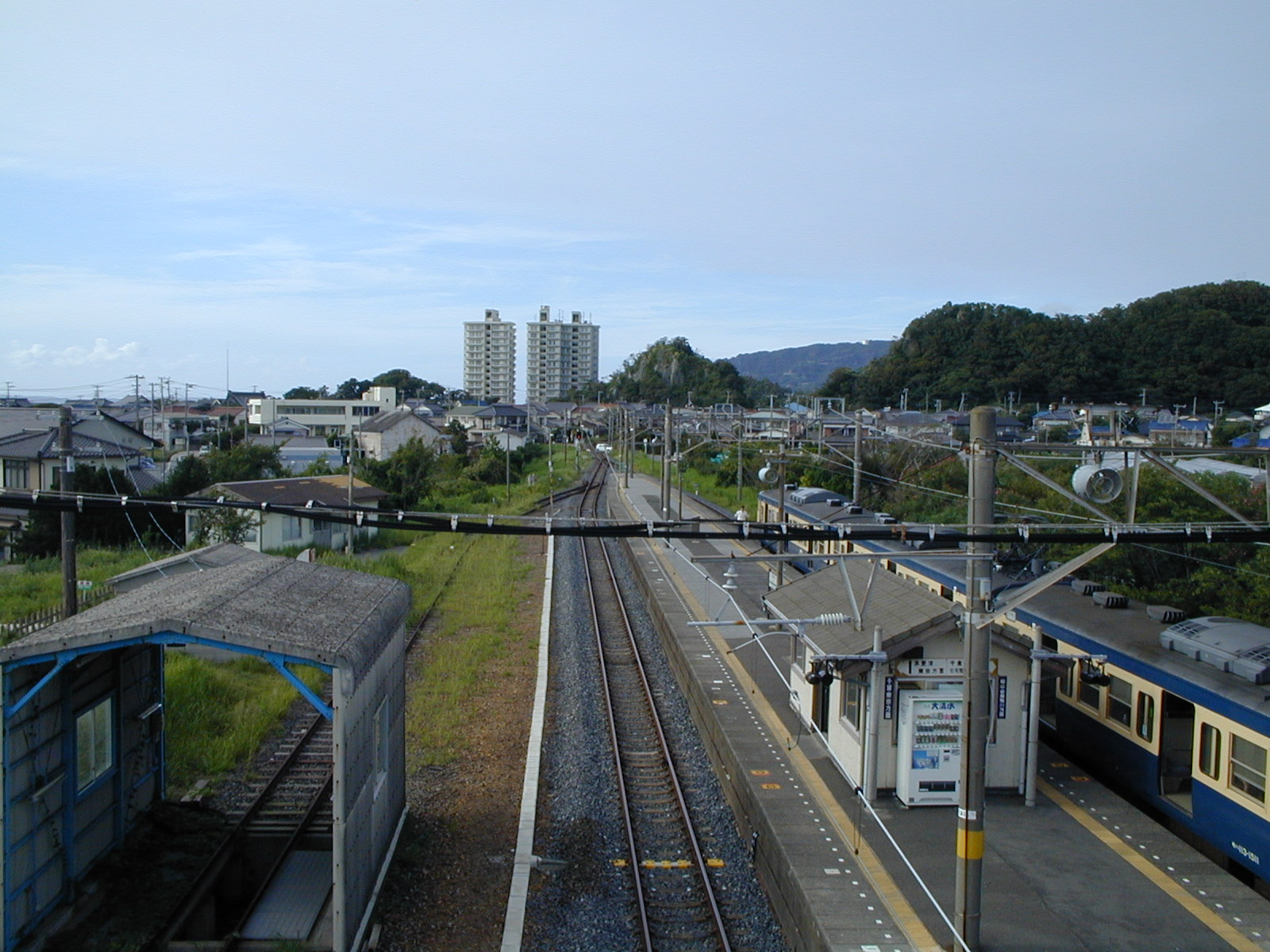
2面2線時代のホーム（2000年9月）
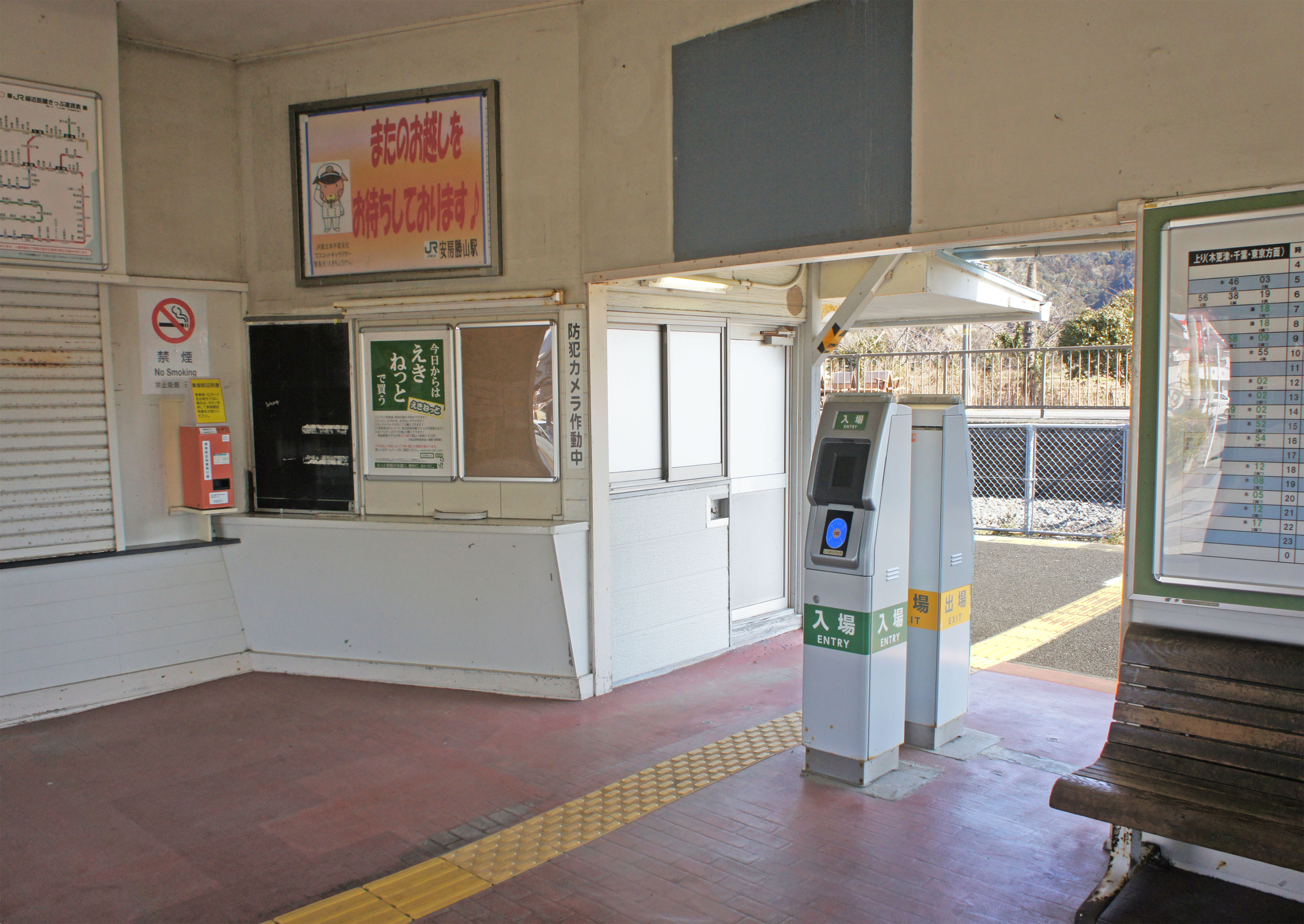
建替前の改札口（2022年2月）
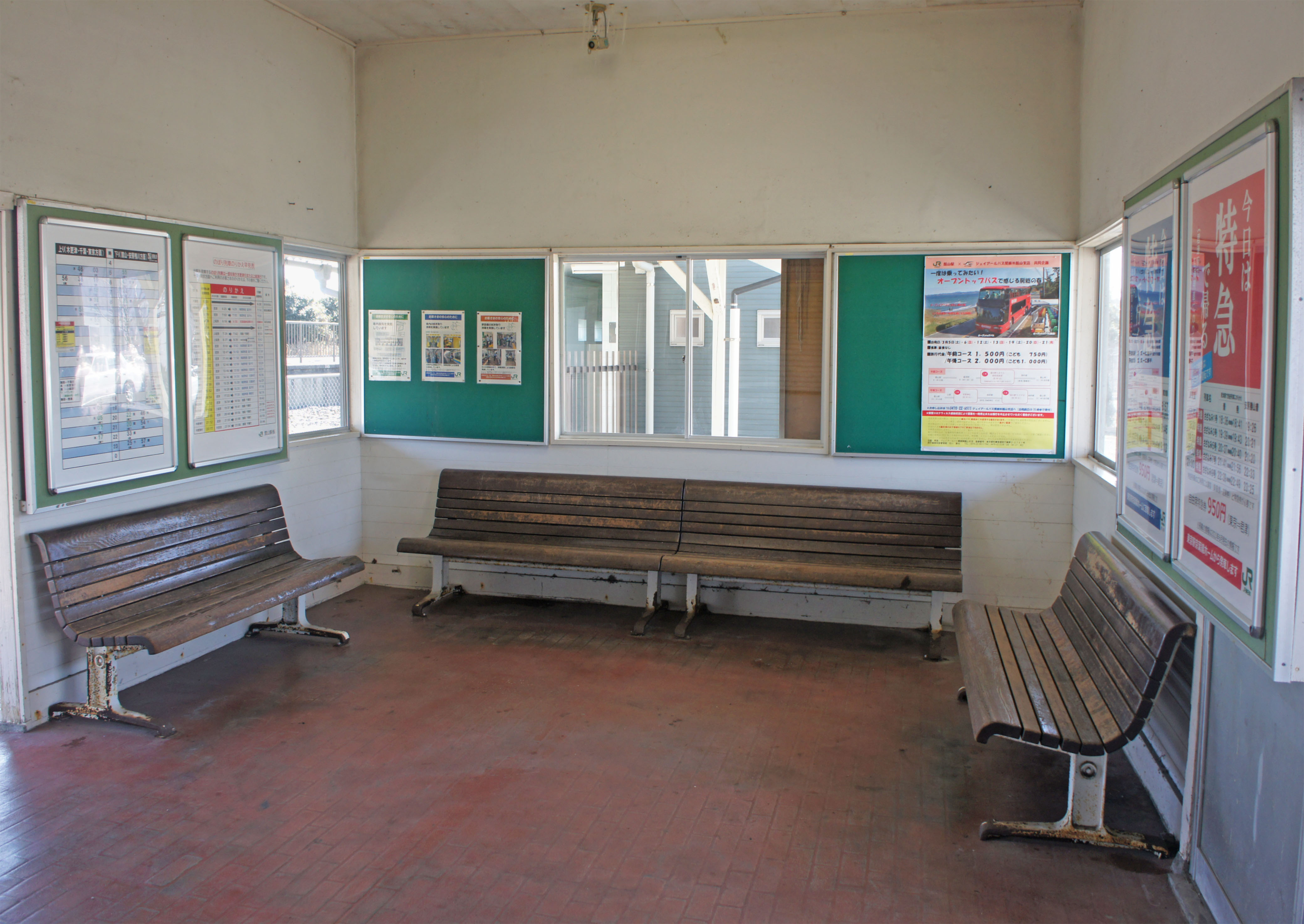
建替前の待合室（2022年2月）

## 駅構造
単式ホーム1面1線を有する地上駅である。木造駅舎を備える。ホームは嵩上げされていないほか、11両編成までに対応する。2014年（平成26年）までは当駅でも列車交換が可能であった。旧1番線ホームでは線路・架線・信号機・跨線橋が撤去され、跡地には駅舎とホームを結ぶ通路が新設された。
日本郵便が駅業務を受託している木更津統括センター（館山駅）管理の業務委託駅である。平日の郵便局貯金・保険窓口営業時間中に精算・案内業務を郵便局員が行なっており、土休日は終日無人となる。乗車駅証明書発行機と簡易Suica改札機が設置されている。トイレは水洗式である。

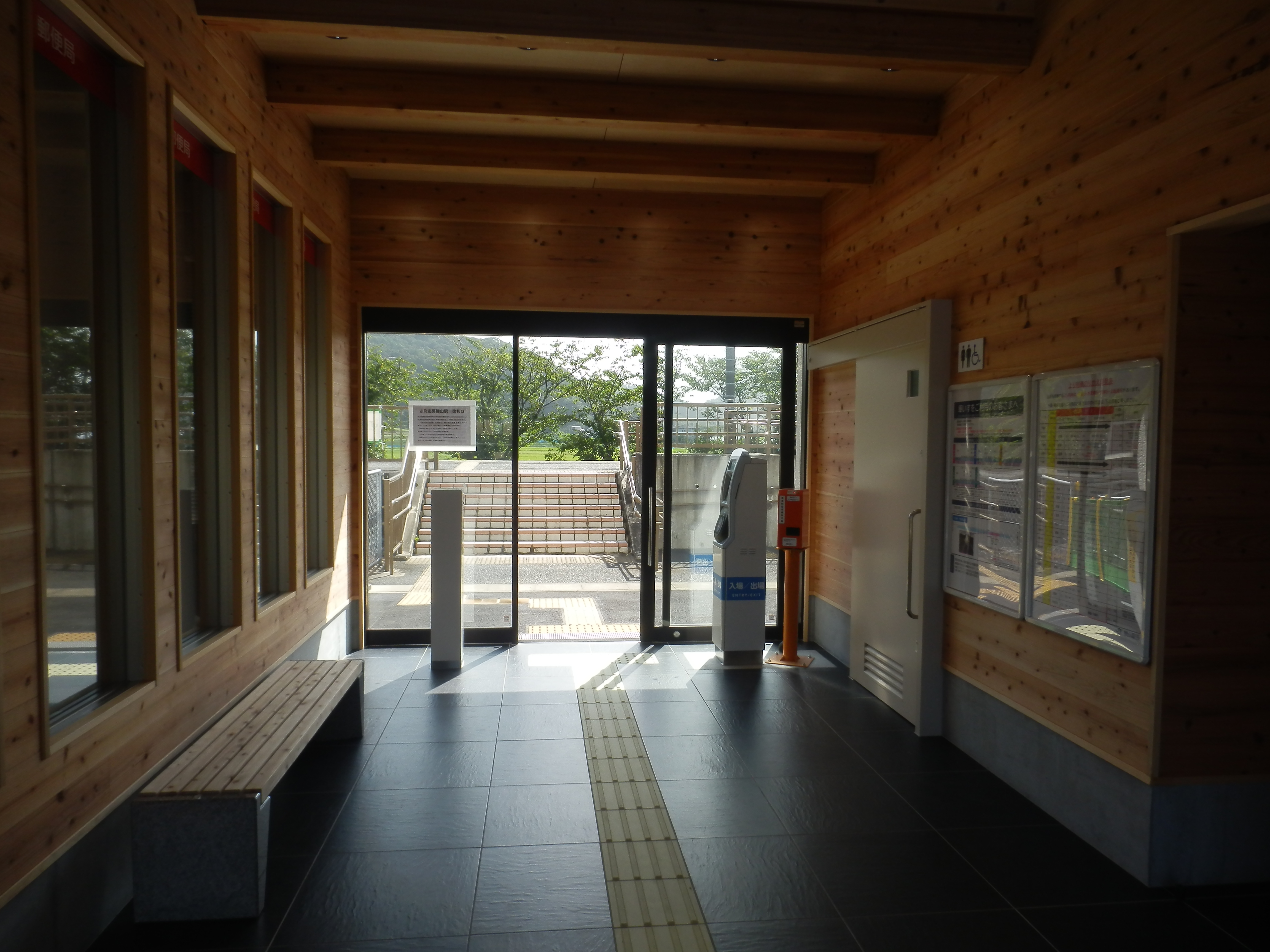
駅舎内（2024年7月）
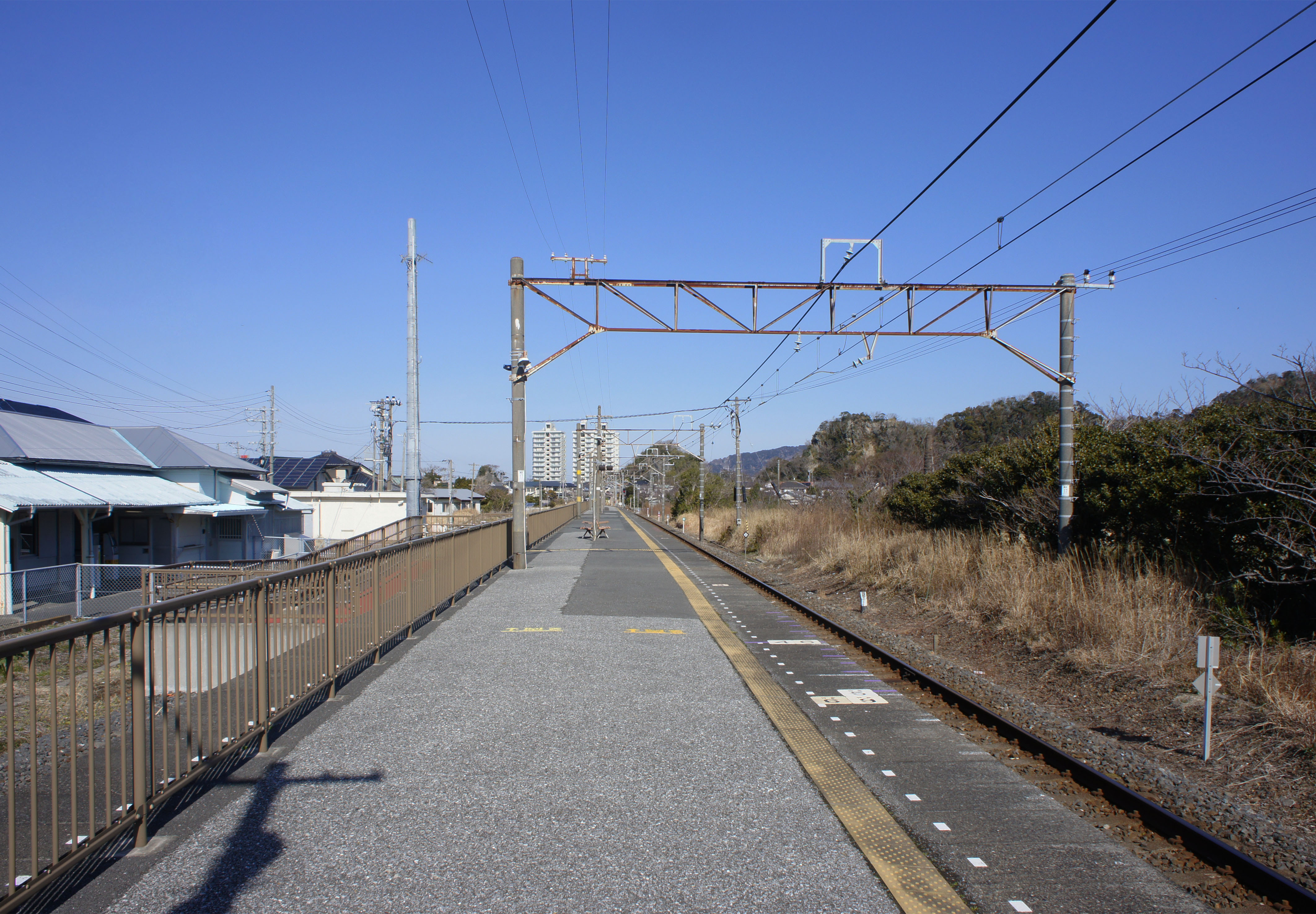
駅ホーム（2022年2月）

## 利用状況
2018年度（平成30年度）の1日平均乗車人員は287人である。
JR東日本および千葉県統計年鑑によると、1990年度（平成2年度）以降の1日平均乗車人員の推移は以下のとおりである。
| 年度               | 1日平均 乗車人員 | 出典     |
| ------------------ | ---------------- | -------- |
| 1990年（平成02年） | 1,018            | [ * 1 ]  |
| 1991年（平成03年） | 990              | [ * 2 ]  |
| 1992年（平成04年） | 959              | [ * 3 ]  |
| 1993年（平成05年） | 927              | [ * 4 ]  |
| 1994年（平成06年） | 889              | [ * 5 ]  |
| 1995年（平成07年） | 841              | [ * 6 ]  |
| 1996年（平成08年） | 792              | [ * 7 ]  |
| 1997年（平成09年） | 714              | [ * 8 ]  |
| 1998年（平成10年） | 656              | [ * 9 ]  |
| 1999年（平成11年） | 625              | [ * 10 ] |
| 2000年（平成12年） | 594              | [ * 11 ] |
| 2001年（平成13年） | 570              | [ * 12 ] |
| 2002年（平成14年） | 537              | [ * 13 ] |
| 2003年（平成15年） | 520              | [ * 14 ] |
| 2004年（平成16年） | 492              | [ * 15 ] |
| 2005年（平成17年） | 480              | [ * 16 ] |
| 2006年（平成18年） | 451              | [ * 17 ] |
| 2007年（平成19年） | 407              | [ * 18 ] |
| 2008年（平成20年） | 411              | [ * 19 ] |
| 2009年（平成21年） | 417              | [ * 20 ] |
| 2010年（平成22年） | 393              | [ * 21 ] |
| 2011年（平成23年） | 393              | [ * 22 ] |
| 2012年（平成24年） | 390              | [ * 23 ] |
| 2013年（平成25年） | 370              | [ * 24 ] |
| 2014年（平成26年） | 336              | [ * 25 ] |
| 2015年（平成27年） | 331              | [ * 26 ] |
| 2016年（平成28年） | 331              | [ * 27 ] |
| 2017年（平成29年） | 305              | [ * 28 ] |
| 2018年（平成30年） | 287              | [ * 29 ] |

## 駅周辺
鋸南町役場の最寄駅となっており、近隣には鋸南富山インターチェンジが位置する。
- 国道127号
- 千葉県道184号外野勝山線
- 鋸南町役場
- 鋸南町消防団第一分団詰所
- 鋸南町観光協会勝山駅前案内所
- 城西大学・城西国際大学鋸南セミナーハウス
- 鋸南町立鋸南中学校
- 鋸南町立鋸南小学校
- 葛飾区立保田しおさい学校
- 勝山郵便局
- 鋸南町B&G海洋センター
- 千葉銀行鋸南支店
- 館山信用金庫鋸南支店
- 君津信用組合館山支店鋸南出張所
- JA安房鋸南支店
- 勝山海水浴場
- 大六海水浴場
- 一心教（単立・神道系）
- 大黒山（模擬天守閣展望台） - 標高74m
- 源頼朝上陸地の碑
- 鋸南町営循環バス「勝山駅」停留所

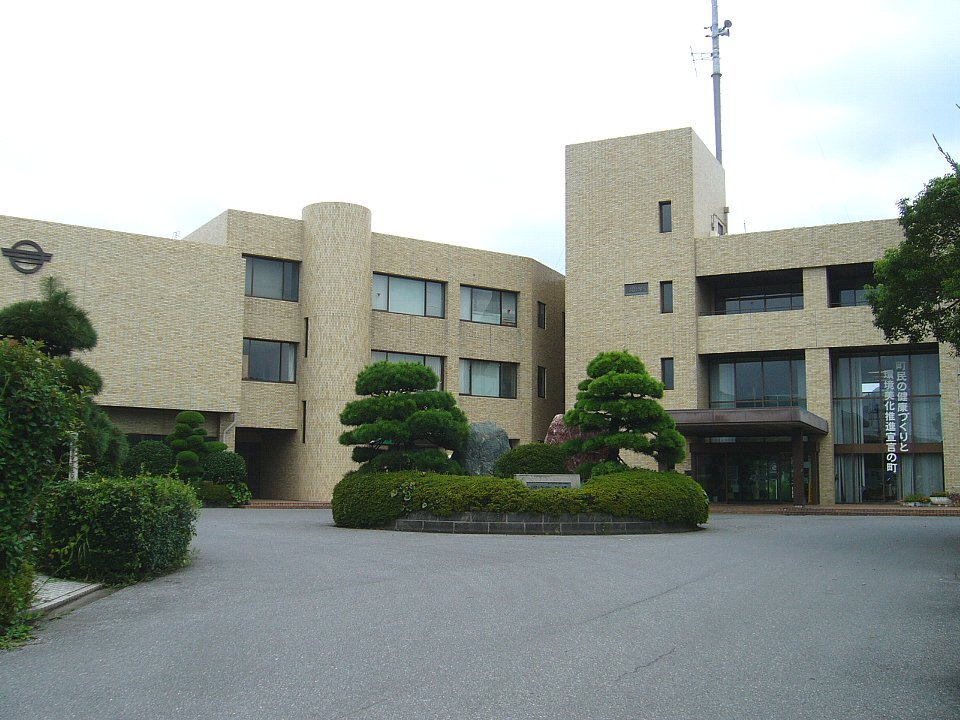
鋸南町役場
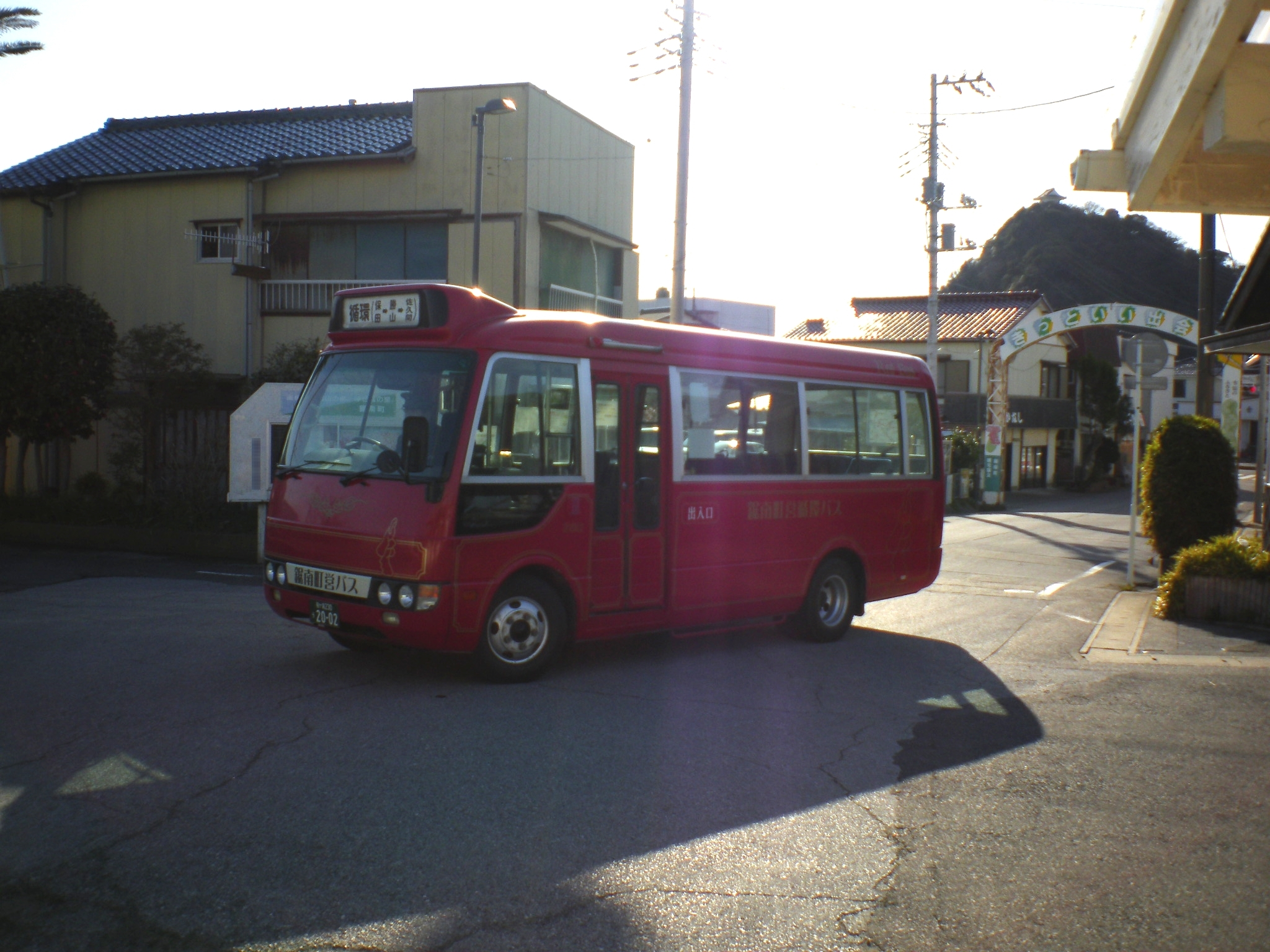
鋸南町営循環バス
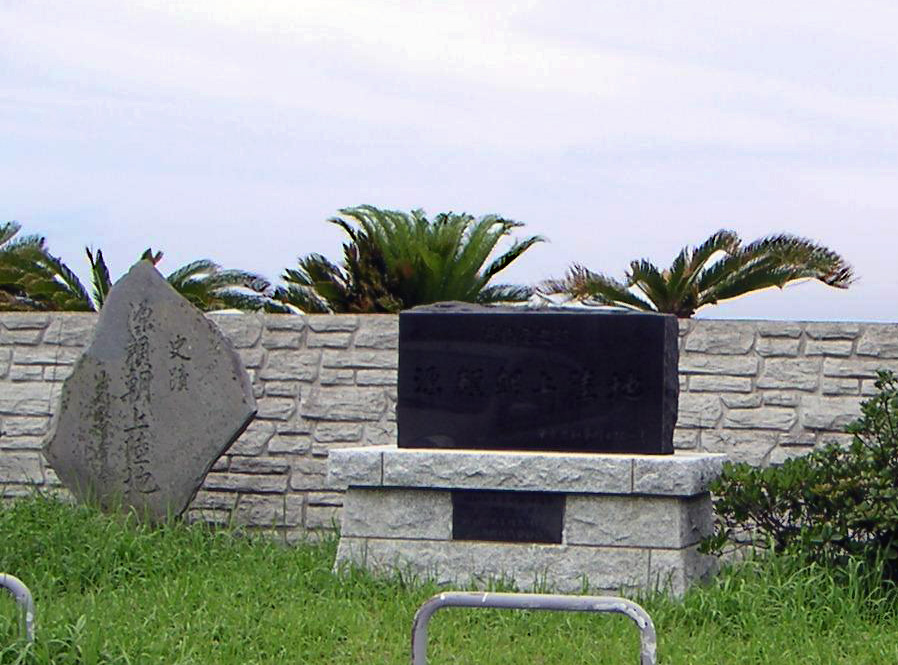
源頼朝上陸地の碑

## 安房勝山駅郵便局

### 沿革
- 2023年（令和5年）5月10日：「日本郵便とJR東日本の地域・社会の活性化に関する協定」に基づき[10]、当局業務と安房勝山駅窓口業務の一体的な運営を開始すると発表[8]。
- 2024年（令和6年）7月16日：勝山郵便局が当敷地内に移転し、安房勝山駅郵便局へ改称[1][3]。

### 取扱内容
- 郵便、印紙、ゆうパック[1][9]
- 貯金、為替、振替[1][9]
- 生命保険、バイク自賠責保険、がん保険[1][9]
- カタログ販売、店頭販売[1]
- ゆうちょ銀行ATM[1][9]
- Suicaへのチャージ、精算、列車の発車時刻および運賃の案内[注釈 1][1]
- 安房郡鋸南町内の一部地域の集配業務

## 隣の駅
東日本旅客鉄道（JR東日本）
■内房線
保田駅 - 安房勝山駅 - 岩井駅

### 記事本文